# Jarosław Broda
Jarosław Józef Broda (ur. 25 lutego 1956 w Bystrzycy Kłodzkiej) – polski dziennikarz, jeden z liderów Solidarności Polsko-Czesko-Słowackiej. 
Ukończył filologię polską na Uniwersytecie Wrocławskim. Absolwent Polsko-Amerykańskiego Studium Komunikacji Społecznej Uniwersytetu Stanowego Centralnego Connecticut we Wrocławiu w 1993.

## Działalność opozycyjna
W latach 1976–1980 współpracownik KOR, następnie KSS „KOR”, kolporter wydawnictw niezależnych (książki „Nowej”, Biuletyn Informacyjny KSS „KOR”). 1977–1980 współorganizator, działacz wrocławskiego SKS we Wrocławiu. W 1980 uczestnik legendarnej głodówki solidarnościowej w kościele św. Krzysztofa w Podkowie Leśnej z głodującymi w więzieniu Mirosławem Chojeckim i Dariuszem Kobzdejem oraz w proteście przeciwko przetrzymywaniu w więzieniach działaczy opozycji. Był wielokrotnie szykanowany i zatrzymywany na 48 godzin przez SB. 1978–1982 rozpracowywany przez Wydz. III KW MO we Wrocławiu w ramach SOR krypt. „Orędownicy”; 1986–1990 przez Wydz. III WUSW we Wrocławiu w ramach SOR krypt. „Grafomani/SOR” krypt. Prezes.
W „Solidarności” od 1980, redaktor naczelny tygodnika „Solidarność Dolnośląska”. Podczas I Krajowego Zgromadzenia Delegatów w Gdańsku współredagował gazetę zjazdową „Głos Wolny”. Od 13 grudnia 1981 do 31 lipca 1982 w stanie wojennym był internowany, w latach 1984–1987 archiwista w Spółdzielni Pracy „Nowa” we Wrocławiu oraz pracownik prywatnego zakładu dekarskiego. Od 1984 w podziemnej organizacji „Solidarność Walcząca”. Redaktor pisma „Walka”, „Biuletynu Solidarności Polsko-Czechosłowackiej” i Wschodnioeuropejskiej Agencji Informacyjnej. W latach 1985–1989 członek wrocławskiego Komitetu Kultury Niezależnej. Od 1989 w Solidarności Polsko-Węgierskiej. Teksty Brody ukazywały się m.in. na łamach wrocławskiej „Obecności”.

## Po 1989
W latach 1990–1991 zastępca redaktora naczelnego Polskiego Radia Wrocław, następnie, w 1991–2001 dyrektor wrocławskiego oddziału Wydawnictwa Naukowego PWN.
W latach 2002–2018 dyrektor Wydziału Kultury Urzędu Miejskiego we Wrocławiu. Dzięki jego inicjatywie Wrocław ufundował Wrocławską Nagrodę Poetycką Silesius i Literacką Nagrodę Europy Środkowej Angelus. Był również pomysłodawcą startu Wrocławia w konkursie na Europejską Stolicę Kultury 2016 oraz utworzenia Wrocławskiego Domu Literatury i Wydawnictwa Warstwy. Na stanowisku dyrektora Wydziału Kultury Urzędu Miejskiego spotykał się także z ostrą krytyką części środowiska kulturalnego, m.in. po odwołaniu Doroty Monkiewicz ze stanowiska dyrektora Muzeum Współczesnego we Wrocławiu.
We wrześniu 2018 został ponownie zastępcą redaktora naczelnego publicznego Radia Wrocław.

## Literatura
W latach 1977–1980 współredaktor i wydawca niezależnych wydawnictw z serii poetyckiej literackiej Biblioteki „Agory” i Warsztatów Literackich Filologów. 1979–1981 członek Koła Młodych przy wrocławskim oddziale ZLP. Członek Stowarzyszenia Pisarzy Polskich i Stowarzyszenia Dziennikarzy Polskich. Autor pięciu zbiorów wierszy, m.in. Pozostawmy im wybór broni (w podziemiu: Inicjatywa Wydawnicza Aspekt, Wrocław 1986) i Listy do żywych i umarłych (1997).

## Nagrody i odznaczenia
- Krzyż Oficerski Orderu Odrodzenia Polski (2007)[7]
- Krzyż Wolności i Solidarności (2022)[8]
- Medalem „Pro Memoria” (2010)
- Srebrna Odznaka Honorowa Wrocławia[9]
- Czeski Medal za Zasługi dla Dyplomacji[10].

## Życie prywatne
Jarosław Broda jest wieloletnim partnerem i ojcem dzieci Anny Morawieckiej, córki Kornela Morawieckiego i starszej siostry byłego premiera Mateusza Morawieckiego.